# Altersexo
Altersexo (composto de alter e sexo) é um termo guarda-chuva para uma possibilidade alternativa ou alienável (nos sentidos de extra-humana ou alterável) referindo-se às características sexuais primárias e secundárias, tais como genitálias, gônadas, fenótipo, genótipo (genética/cariótipo) ou hormônios.
Altersexualidade foi criada para ser usada em grande escala, mas não exclusivamente, para personagens fictícias. Outro uso também descreve planos corporais que são uma mistura de coisas, em vez de configurações naturalmente encontradas, tais como salmaciana (ambigenital ou bigenital) ou bigonadal (ovotestis) e angenital (agenital).

## Ficção
Personagens fictícios com um sexo alternativo, por não descreverem a realidade material, são chamados de altersexo, embora tais personagens já tenham sido descritos como hermafrodíticos ou intersexuais, o que é tido como intersexismo, também por considerar-se que hermafrodita seja pejorativo. Embora a androginia também possa se aplicar, seu uso atual faz referência mais a expressão de gênero e características sexuais secundárias. Um exemplo popular de um tipo altersexo na ficção é futanari.
Furries, personagens humanóides e antropomórificos, e pessoas envolvidas nessa subcultura, costumam usar 'herm', abreviado de hermafrodita, especialmente com aspectos afeminados ou femmes com seios, falo e vagina (ginomórficos), masculinizados ou butch com peitos planos e vagina (andromórficos), e neutralizados ou agênero com tentáculos para genitálias, chamados de xenogenital.

## Plano corporal
Um plano corpóreo é o tipo de partes do corpo que alguém possuí ou não, como um pênis, testículos, uma vulva, um clitóris e seios desenvolvidos, semelhante a transexualidade ou disforia de gênero nesses casos, altersexuais podem obter cirurgia de redesignação sexual para ter uma euforia de gênero, também conhecida popularmente como mudança de sexo, como (vulvo)vaginoplastia, faloplastia, metoidioplastia ou (peno)escrotoplastia. Porém altersexo é uma categoria de todo plano de corpo fora do padrão convencional, incluindo aqueles que são fantásticos ou imaginários ou fisiologicamente não possíveis na vida real ou na espécie homo sapiens.
A palavra vem sido adotada por pessoas transgênero em não-conformidade de gênero, por não pertencerem ao padrão diádico ou dualístico (binarizado) e cissexual do endossexo (não-intersexo ou perissexo), tornando-a uma alternativa para denotar dissidência para com as classificações cisnormativas do sexo biológico e anatômico, constantemente socializado por gêneros identitários.
Operações cirúrgicas de redesignação sexual que não envolvem estritamente uma vulvovaginoplastia (neovaginoplastia) ou penoplastia (neofaloplastia) são chamadas de não-binárias, mesmo embora nem todas as pessoas, que realizam ou desejam realizar tais operações, sejam não-binárias ou mesmo transgêneras, alguns exemplos dessas cirurgias não-conformes de gênero são a nulificação genital (penectomia ou falectomia), vulvoplastia com preservação peniana (androginoplastia, escrotectomia com vaginoplastia), orquiectomia sem labiaplastia e metoidioplastia com preservação vaginal, entre outros. Vale ressaltar que algumas cirurgias, que são tidas como transexualizadoras, também são feitas em pessoas intersexo, sem necessariamente serem transexuais.
Uma transição de gênero transneutra, tanto social quanto corporalmente (não essencialmente genital), pode ser alcançada como uma neutralidade idealizada ou uma socialização de gênero para com o corpo.

### Intangibilidade
As conceituações originárias do termo altersexo visam uma intangibilidade imaterial perante o espectro bimodal de sexo, o que significa que uma pessoa pode conceitualizar sua corporalidade, seu corpo físico, de outra forma, na perspectiva cognitiva dela, como idealizando seu corpo como a de um animal não-humano. O espectro de sexo é geralmente tido como bimodal, dessa forma, as tipicidades tendem a parecer ou mais machas ou mais femeais, havendo também intermediários, chamados de intersexos, logo, o espectro é ainda tido como um continuum. Esse espectro não se limita somente a gametas.